# سيسنا تي-41 ميسكاليرو
سيسنا تي-41 ميسكاليرو (بالإنجليزية: Cessna T-41 Mescalero)‏ هي النسخة العسكرية من الطائرة ذات الشعبية من طراز سيسنا 172، التي تديرها القوات الجوية الأمريكية والجيش الأمريكي وكذلك قوات مسلحة من مختلف بلدان أخرى في العالم، وتستخدم على أنها طائرة تدريب للطيارين.

## المتغيرات

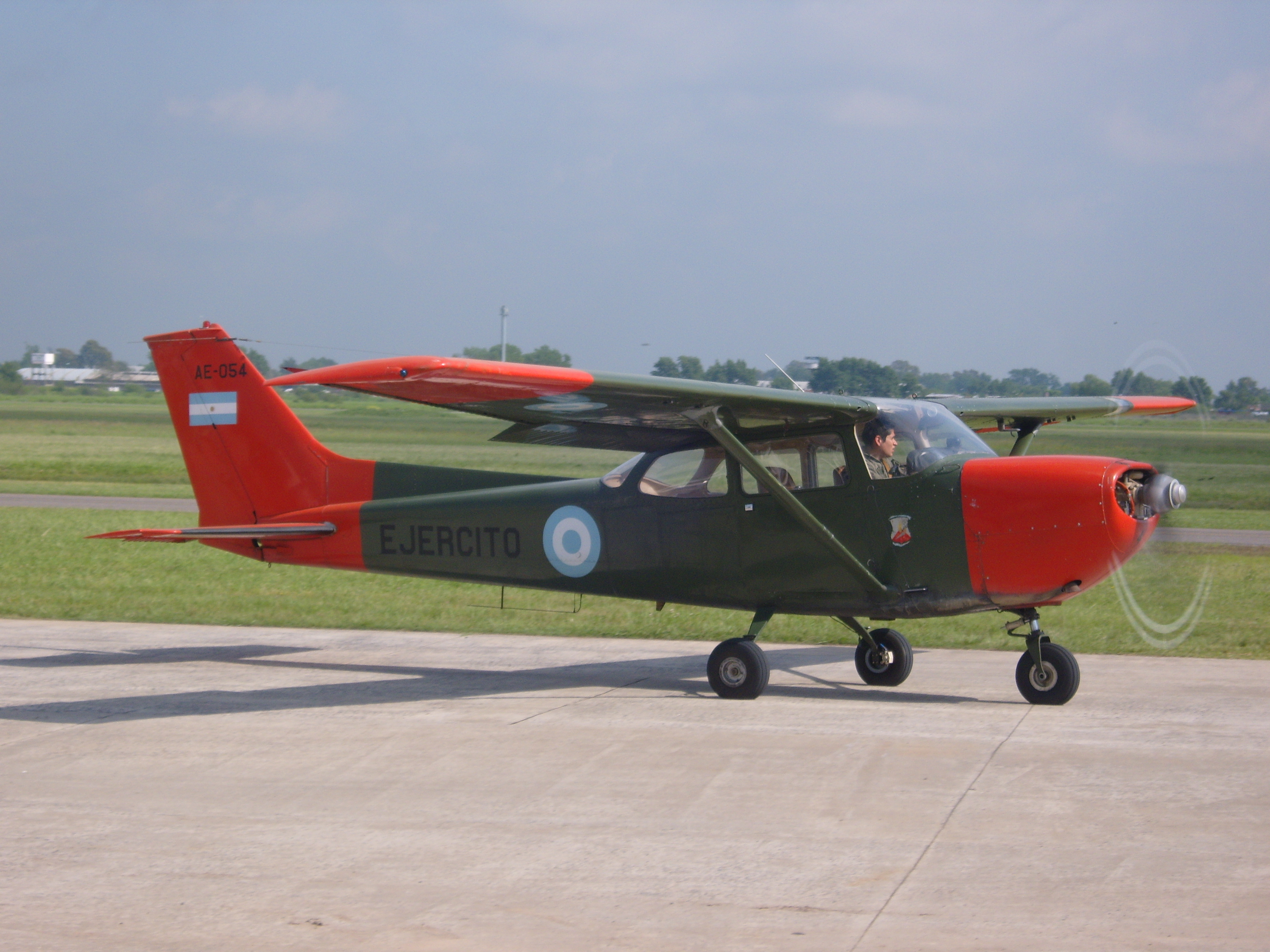
Argentine Army Cessna T-41D Mescalero

T-41A
نسخة القوات الجوية الأمريكية من طراز سيسنا 172إف (172F) لتدريب الطيارين في المرحلة التدريبية، والمدعومة بمحرك كونتيننتال «أو-300» (Continental O-300) بقوة 145 حصان، 211 تم بناؤها.
T-41B
نسخة جيش الولايات المتحدة من طراز سيسنا (R172E) للقيام بمهام التدريب والاتصال، والمدعومة بمحرك كونتيننتال «أي أو-360» (Continental IO-360) بقوة 210 حصان، 255 تم بناؤها.
T-41C
وهي نسخة من (T-41B) للاستخدام من قبل أكاديمية القوات الجوية الأمريكية، والمدعومة بمحرك كونتيننتال «أي أو-360» (Continental IO-360) بقوة 210 حصان، 52 تم بناؤها.
T-41D
وهي نسخة من (T-41B) للتصدير في إطار برنامج المساعدات العسكرية مع النظام الكهربائي 28V ومعدات مبسطة، والمدعومة بمحرك كونتيننتال «أي أو-360» (Continental IO-360) بقوة 210 حصان، 238 تم بناؤها. تم تسليم أول (T-41D) للقوة الجوية الفلبينية في عام 1968.

## المشغلين
أنغولا

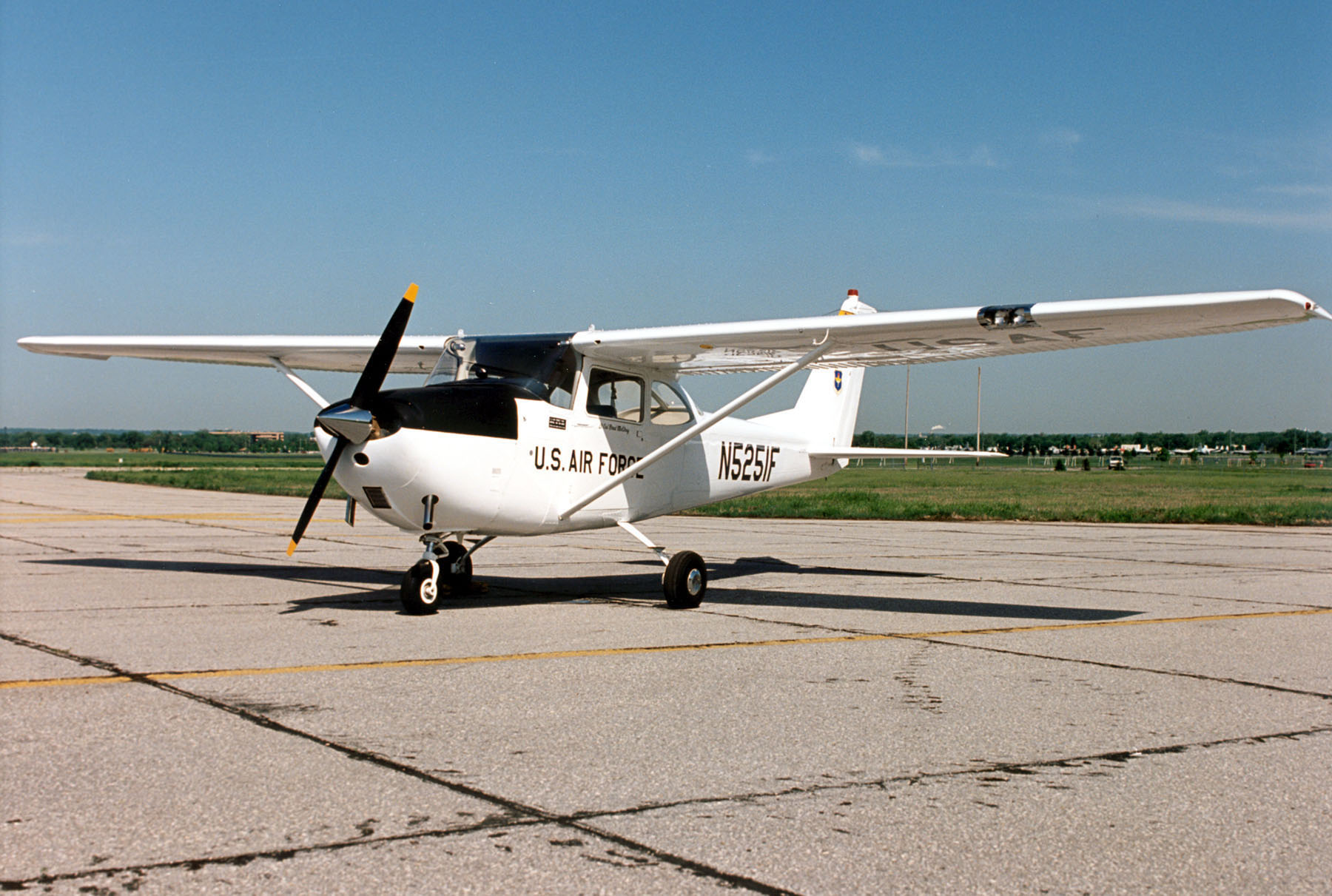
USAF T-41A

- سلاح الجو الأنغولي (5× سيسنا 172 في الخدمة)

 الأرجنتين
- طيران الجيش الأرجنتيني (10× T-41D في الخدمة)[4]

 بوليفيا
- سلاح الجو البوليفي[4]

 تشيلي

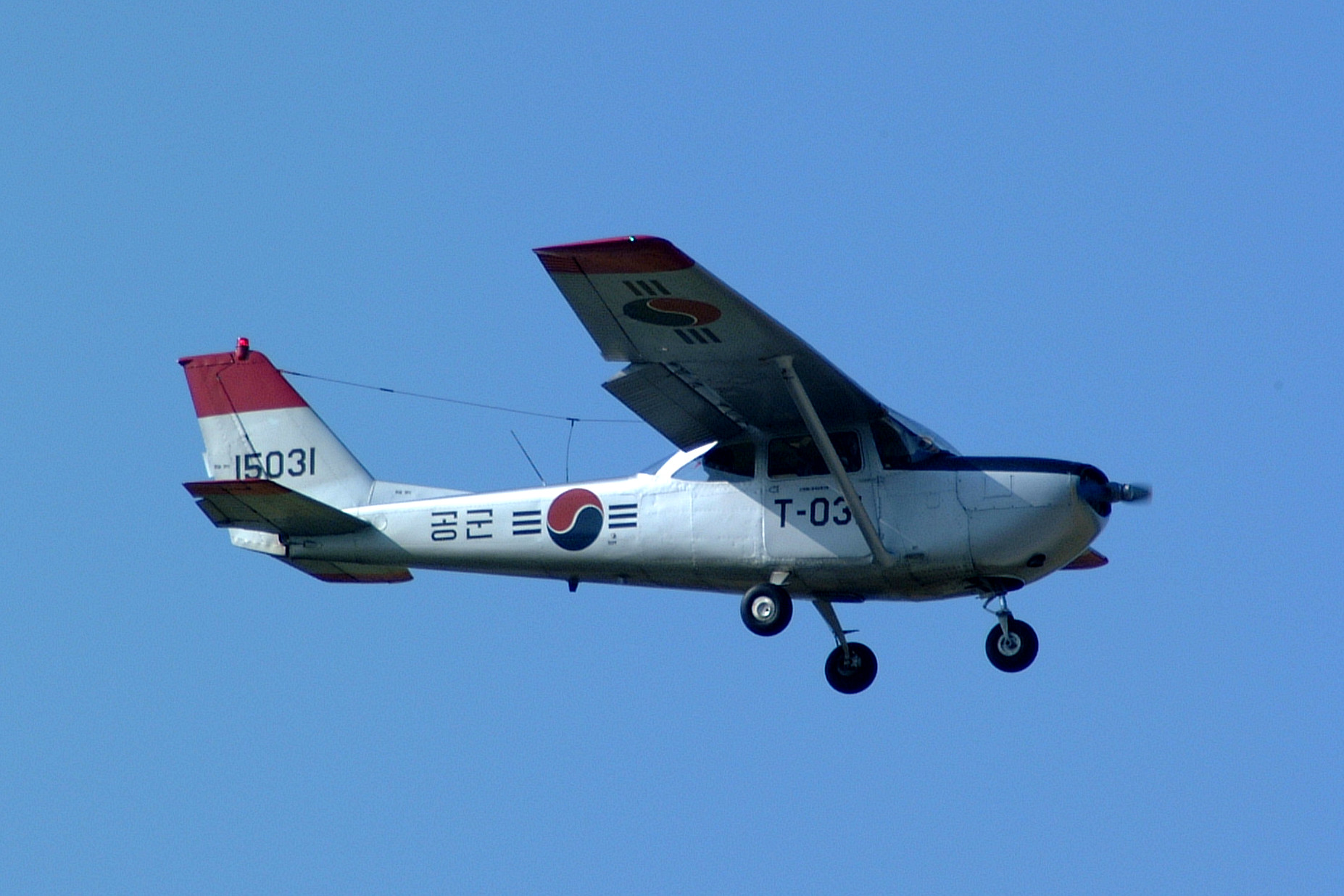
Cessna T-41B of the كوريا الجنوبية.

- سلاح الجو التشيلي (10× T-41D, متقاعد فعليا)

 كولومبيا
- سلاح الجو الكولومبي (30× T-41D)[3][4] - متقاعد

 جمهورية الدومينيكان
- سلاح الجو الدومينيكاني (10× T-41D / R172),[4]

 الإكوادور
- سلاح الجو الاكوادوري (8× T-41A,[3][4] 12× T-41D)

 السلفادور
- سلاح الجو السلفادوري

 اليونان
- القوات الجوية اليونانية (T-41A, 21× T-41D)[4]

 هندوراس
- سلاح الجو الهندوراسي (3× T-41B and 6× T-41D, متقاعد)[4]

 إندونيسيا
- القوات الجوية الإندونيسية (55× T-41D)

 إيران
- تاريخ القوات الجوية الإيرانية (T-41D)[4]

 جمهورية الخمير
- قوة الخمير الوطنية الجوية (22× T-41).[7]

 لاوس
- سلاح الجو الملكي في لاوس (T-41B, T-41D)[4]

 ليبيريا
- القوات المسلحة الليبيرية (T-41D)[4]

 باكستان
- القوات الجوية الباكستانية (T-41D)[4]

 باراغواي
- سلاح الجو الباراغواي (5× T-41B)

 بيرو
- سلاح جو البيرو (25× T-41A[3][4]

 الفلبين
- القوات الجوية الفلبينية (20× T-41D)[4][8]

 كوريا الجنوبية
- سلاح الجو الكوري الجنوبي (15× T-41D)[4][8]

 South Vietnam
- قوات فيتنام الجنوبية الجوية (22× T-41D, لم تعد في الخدمة)

 تايلاند
- سلاح الجو الملكي التايلاندي (6× T-41D)
- الجيش الملكي التايلاندي (6× T-41B)

 تركيا
- القوات الجوية التركية (30× T-41D)[9]
- القوات البرية التركية (25× T-41D)[9][10]

 الولايات المتحدة
- القوات البرية للولايات المتحدة (255× T-41B)[3]
- القوات الجوية الأمريكية (211× T-41A and 52× T-41C)[3]
- Fort Meade Flying Activity/فورت ميد، ماريلاند - 3 x T-41C (جميعها 3 صالح للطيران حاليا)[11]
- جاكسونفيل Navy Flying Club/NAS Jacksonville ، فلوريدا - 2 x T-41A, 1 x T-41B (اثنتان صالحة للطيران)[12]
- Kirtland AFB Aeroclub/Kirtland AFB, نيو مكسيكو - 5 x T-41C[13]
- Patuxent River Navy Flying Club/NAS Patuxent River, Maryland - 3 x T-41C (1 صالحة للطيران حاليا)[14]
- Eglin AFB Aeroclub/Eglin AFB, FL - 2 x T-41A, 1 x T-41B (1 T-41A and 1 T-41B صالحة للطيران حاليا)[15]
- Travis AFB Aero Club/Travis AFB, CA - 1 x T-41C (صالحة للطيران حاليا)[16]

 الأوروغواي
- سلاح جو أوروغواي (7× T-41D)

## مواصفات (T-41C)
البيانات من Global Security
الخصائص العامة
- الطاقم: one or two
- الطول: 26 ft 11 in (8.21 m)
- باع الجناح: 35 ft 10 in (10.92 m)
- الارتفاع: 8 ft 10 in (2.69 m)
- مساحة الجناح : 159 ft² (14.8 m²)
- الوزن فارغة: 1,363 lb (618 kg)
- الوزن محملة: 2,500 lb (1,134 kg)
- محرك الطائرة: 1 × Continental IO-360-D, 210 hp (160 kW)

الأداء
- السرعة القصوى: 125 knots (144 mph, 232 km/h)
- مدى (طائرة): 626 nm (720 mi, 1,159 km)
- سقف الخدمة: 17,000 ft (5,180 m)
- معدل الصعود: 880 ft/min (4.47 m/s)

## وصلات خارجية
- Global Security: T-41 Mescalero